# Tony Warner
Anthony Warner, dit Tony Warner, né le 11 mai 1974 à Liverpool en Angleterre, est un footballeur international trinidadien, qui évolue au poste de gardien de but. 
Il compte deux sélections en équipe nationale entre 2006 et 2011. Il joue actuellement pour le club indien du NorthEast United.

## Biographie

### Carrière de joueur
Au cours de sa carrière en club, il dispute 20 matchs en première division anglaise et 177 matchs en deuxième division anglaise.

### Carrière internationale
Tony Warner est convoqué pour la première fois par le sélectionneur national Leo Beenhakker pour un match amical contre l'Islande le 28 février 2006 (victoire 2-0). Il reçoit sa dernière sélection le 2 septembre 2011 contre les Bermudes (victoire 1-0).
Le sélectionneur Leo Beenhakker, l'appel pour la Coupe du monde 2006, pour figurer dans le groupe élargi. Il n'est finalement pas retenu pour la compétition.
Il compte deux sélections avec l'équipe de Trinité-et-Tobago entre 2006 et 2011.

## Palmarès
- Champion d'Angleterre de D3 en 2001 avec Millwall et en 2009 avec Leicester City